# Sharknado 5: Global Swarming
Sharknado 5: Global Swarming (ook geschreven als 5harknado: Global Swarming) is een Amerikaanse rampenfilm/actiekomedie/sciencefictionfilm uit 2017 van The Asylum en Syfy Films. Deze televisiefilm is het vijfde deel in de Sharknado-filmreeks, na Sharknado, Sharknado 2: The Second One, Sharknado 3: Oh Hell No! en Sharknado: The 4th Awakens. De film werd op 6 augustus 2017 op Syfy uitgezonden en werd geregisseerd door Anthony C. Ferrante. Ian Ziering, Tara Reid en Cassie Scerbo hernemen hun rollen uit de vorige films, samen met nieuwkomer Dolph Lundgren en de gebruikelijke tientallen cameo-rollen van verschillende beroemdheden.

## Verhaal
Fin Shepard en zijn vrouw April krijgen af te rekenen met een steeds groter wordende sharknado van mondiale proporties. Ondertussen moeten ze hun zoon zien te redden die meegesleurd werd in een sharknado, een missie die hen naar alle uithoeken van de wereld voert.

## Rolverdeling
| Acteur         | Personage                 |
| -------------- | ------------------------- |
| Ian Ziering    | Finley 'Fin' Shepherd     |
| Tara Reid      | April Wexler              |
| Cassie Scerbo  | Nova Clarke               |
| Billy Barratt  | Gil Shepard Jr.           |
| Dolph Lundgren | volwassen Gil Shepard Jr. |